# Aeródromo Manduca Leão
O Aeródromo Manduca Leão (IATA: ***, ICAO: SNML) é um aeródromo, localizado no município de Rio Largo, no estado de Alagoas. Situado a 24 quilômetros da capital Maceió. Possui uma pista com 1110 metros de comprimento por 23 metros de largura e é revestida de asfalto. Deriva seu nome do industrial Manuel "Manduca" Dubeux Leão, administrador da Usina Utinga Leão, situada no município de Rio Largo.